# Aladdin (California)
Aladdin era un insediamento della contea di Merced, in California. Si trovava a 3,5 miglia (5,6 km) a nord-ovest di Cressey.
Un ufficio postale operava ad Aladdin dal 1914 al 1919.